# Sola gratia

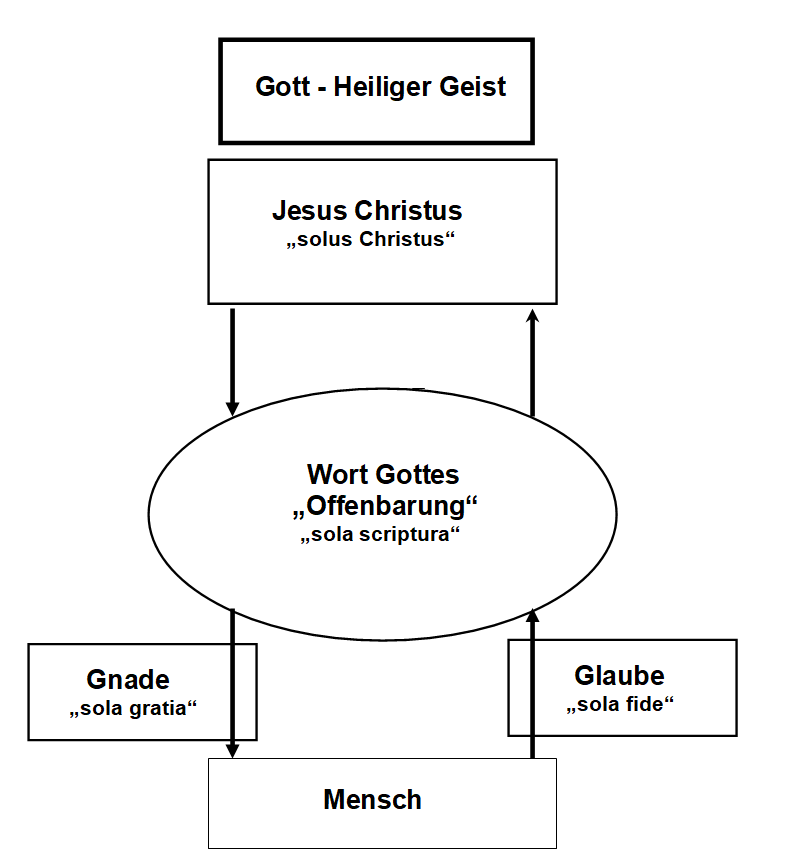
Esquema de la doctrina de la justificación de Lutero.

Sola gratia (solo por gracia) es uno de los cinco solas propuestas para resumir las creencias básicas de los líderes luteranos y reformados durante la Reforma Protestante.

## Historia
Durante la Reforma Protestante, los teólogos luteranos y reformados generalmente creían que la visión católica de los medios de salvación era una mezcla de confianza en la gracia de Dios y confianza en los méritos de las propias obras realizadas en amor, llamado peyorativamente legalismo. Estos reformadores postularon que la salvación se comprende en su totalidad en los dones de Dios (es decir, el acto de Dios de la gracia gratuita), dispensado por el Espíritu Santo de acuerdo a la obra redentora solo de Jesucristo.
En consecuencia, argumentaron que un pecador no es aceptado por Dios a causa del cambio producido en el creyente por la gracia de Dios, y de hecho, que el creyente es aceptado sin ninguna consideración por el mérito de sus obras, porque nadie merece la salvación; al mismo tiempo, condenaron el extremo del antinomismo , una doctrina que sostiene que si alguien se salva, no tiene necesidad de vivir una vida santa, dado que la salvación ya está "en la bolsa".
Esto también está vinculado a las cinco solas del calvinismo.
Las Iglesias ortodoxas orientales afirman la salvación por gracia, enseñando:

Así que nosotros, como cristianos ortodoxos, afirmamos tan clara e inequívocamente como cualquier luterano, por ejemplo, que “la salvación es por gracia” y no por nuestras obras. A diferencia del catolicismo medieval, la ortodoxia no sostiene que una persona pueda acumular un "tesoro de méritos" que contará a nuestro favor en el tribunal de Cristo. Lo que importa entonces es que hayamos rendido nuestro pecado a Dios a través de la confesión y nuestros gestos de amor (Mt. 25), junto con la convicción inquebrantable de que “Jesucristo es el Señor” y el Camino único a la vida eterna.
Siendo sinergistas, los de la soteriología wesleyana-arminiana, como los metodistas, adoptan un enfoque de la sola gratia diferente al de los luteranos y los cristianos reformados, sosteniendo que Dios, a través de la gracia preveniente, llega a todos los individuos aunque tienen el libre albedrío para cooperar con aquella gracia o rechazarla.

### Actividad reciente
En noviembre de 1999, la Federación Luterana Mundial y el Pontificio Consejo para la Promoción de la Unidad de los Cristianos emitieron la " Declaración conjunta sobre la doctrina de la justificación " que decía: "Sólo por gracia, en la fe en la obra salvadora de Cristo y no por ningún mérito de nuestra parte, somos aceptados por Dios y recibimos el Espíritu Santo, que renueva nuestro corazón mientras nos provee y nos llama a las buenas obras ".
El 18 de julio de 2006, los delegados del Consejo Metodista Mundial votaron por unanimidad para adoptar la declaración. La resolución de los metodistas dijo que el acuerdo de 1999 "expresa un consenso de largo alcance con respecto a la controversia teológica que fue una de las principales causas de la división en las iglesias occidentales en el siglo XVI" sobre la salvación.
Sin embargo, algunos protestantes conservadores todavía creen que las diferencias entre sus puntos de vista y los de los católicos siguen siendo sustanciales. Insisten en que este acuerdo no concilia plenamente las diferencias entre los puntos de vista reformista y católico sobre este tema.